# Como Township (Missouri)
Como Township est un ancien township, situé dans le comté de New Madrid, dans le Missouri, aux États-Unis,.
Le township est fondé en 1888 et baptisé en référence à la communauté de Como (en).

### Source de la traduction
- (en) Cet article est partiellement ou en totalité issu de l’article de Wikipédia en anglais intitulé « Como Township, New Madrid County, Missouri » (voir la liste des auteurs).